# Mare aux Hippopotames
Mare aux Hippopotames (Lago degli ippopotami) è un parco nazionale situato in Burkina Faso, creato nel 1937 e diventato nel 1986 l'unica Riserva della biosfera dell'UNESCO del paese. 
Si trova a circa 60 chilometri a nord di Bobo-Dioulasso, ed ha un'estensione di circa 153 km².
Il parco ospita un centinaio di ippopotami e circa 1000 ecoturisti lo visitano ogni anno.